# Rochefort (kanton Neuchâtel)
Rochefort je obec v kantonu Neuchâtel na západě Švýcarska. Žije zde přibližně 1 200 obyvatel.
Od 1. ledna 2016 je součástí obce i bývalá samostatná obec Brot-Dessous.

## Geografie

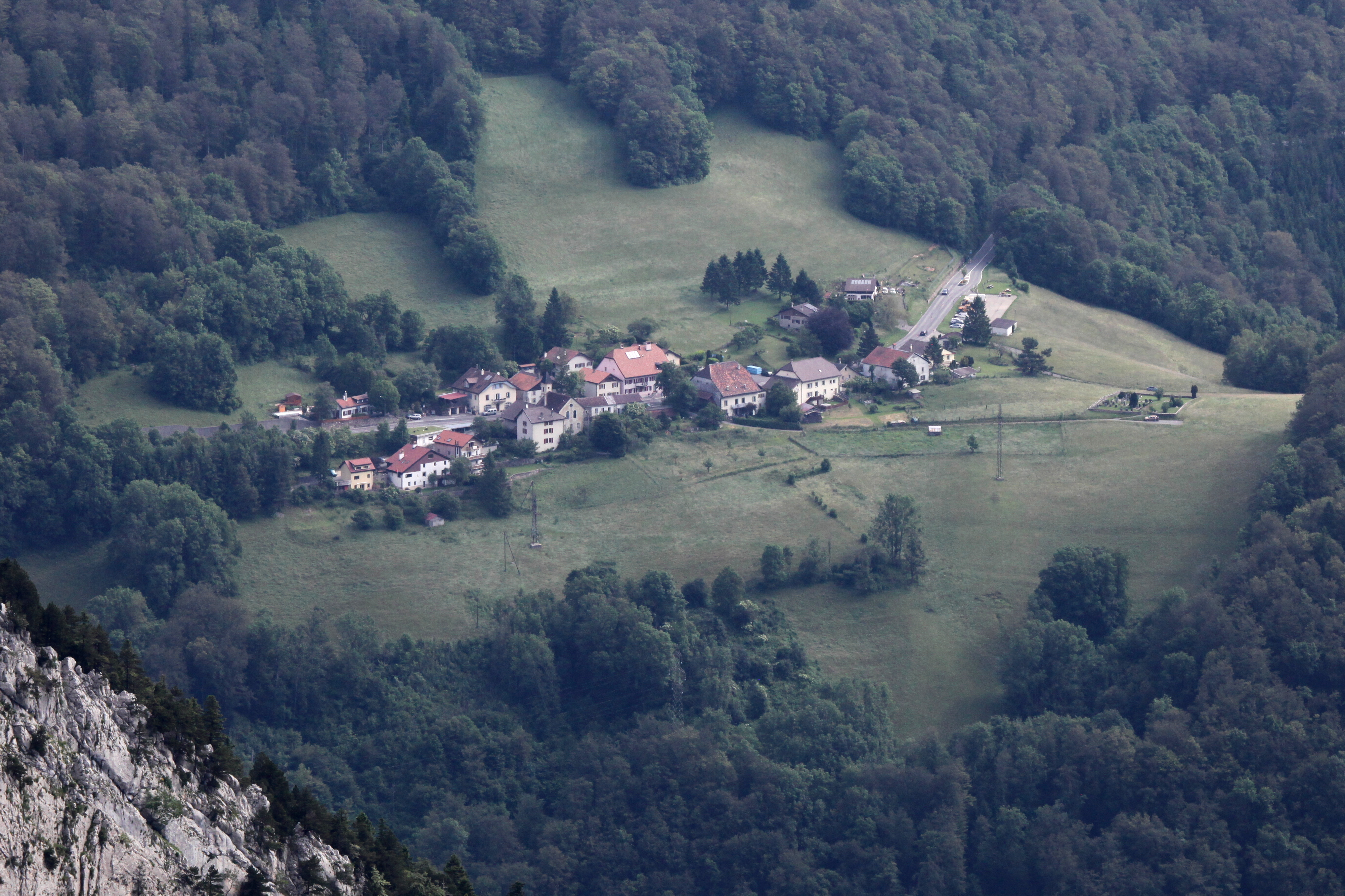
Vesnice Brot-Dessous

Rochefort leží v nadmořské výšce 759 metrů, vzdušnou čarou 9 kilometrů západně od hlavního města kantonu, Neuchâtelu. Obec se rozkládá v kotlině v povodí potoka Merdasson na jižním svahu Jury, při vstupu do údolí Val de Travers, v panoramatické poloze vysoko nad Neuchâtelským jezerem.
Území obce o rozloze přes 25 km² zahrnuje Rochefortskou kotlinu a mírně zahloubené údolí říčky Merdasson. Na východě se rozkládá na lesních výšinách Les Pommerets (868 m n. m.), na jihovýchodě v Plan du Bois a na jihu v lese Chassagne. Jižní hranici místy tvoří řeka Areuse, která zde erozí vytvořila hluboké průlomové údolí přes předěl Jury. Na západě se zvedají Tabletské výšiny (1288 m n. m.). Na severu se dno obce rozprostírá nad hluboce zaříznutým suchým údolím Mauvaise Combe až k vřesovišti Sagneule na antiklinále Mont Racine. Nejvyšší bod Rochefortu se nachází v nadmořské výšce 1390 m n. m. na hřebeni Mont Racine. Na severu a severozápadě, v oblasti průsmyku La Tourne, se rozkládají rozsáhlé jurské vysokohorské pastviny s typickými mohutnými smrky, stojícími jednotlivě nebo ve skupinách. V roce 1997 tvořila 4 % rozlohy obce zastavěná plocha, 62 % lesy a háje, 33 % zemědělství a méně než 1 % neproduktivní půda.
Obec se nachází na křižovatce silnic Colombier–Le Locle a Neuchâtel–Pontarlier. Rochefort zahrnuje osady Chambrelien (630 m n. m.) na svahu pod obcí, Montézillon (758 m n. m.) na jižním svahu Les Pommerets, Les Grattes de Vent (835 m n. m.) a Les Grattes de Bise (840 m n. m.) na jižním svahu masivu Mont Racine nad obcí, La Tourne (1129 m n. m.) ve stejnojmenném průsmyku a četné jednotlivé farmy. Sousedními obcemi Rochefortu jsou Boudry, Brot-Plamboz, La Sagne, Val-de-Ruz, Val-de-Travers, Neuchâtel a Milvignes.

## Historie

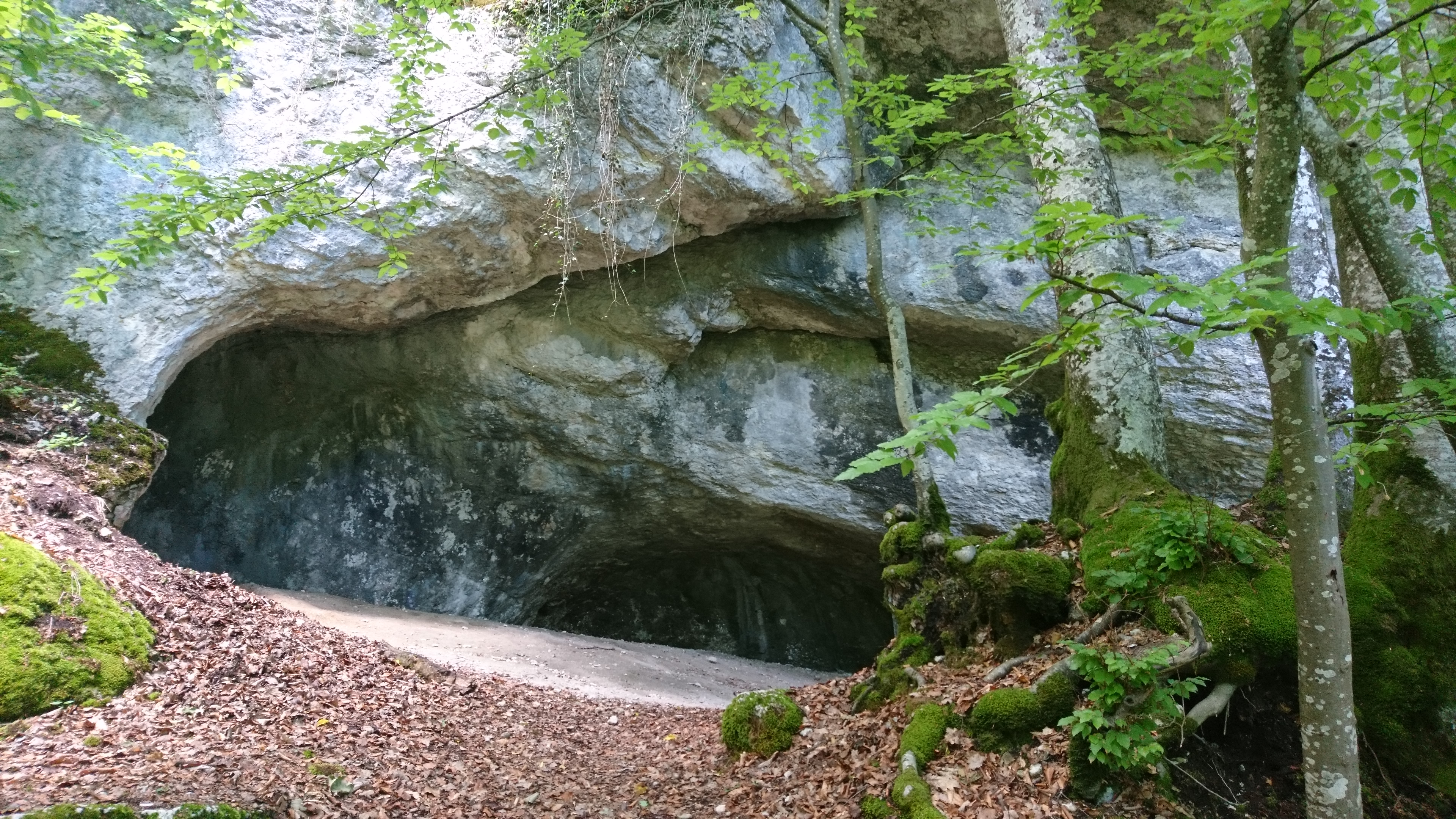
Jeskyně Cotencher

V roce 1867 byla v obci objevena jeskyně Cotencher, využívaná již v pravěku. Při vykopávkách v letech 1916–1918 byly nalezeny kosti jeskynního medvěda a kamenné nástroje používané v období kultury Moustérien. V roce 1964 byla objevena horní čelist neandrtálce.

Letecký snímek z roku 1927

Rochefort, který je v roce 1184 zmiňován jako Rupeforti, byl od té doby sídlem stejnojmenného rodu Castlanei. Od 14. století patřil pod svrchovanost hrabat z Neuchâtelu. Od roku 1648 byl Neuchâtel knížectvím a od roku 1707 byl personální unií připojen k Pruskému království. V roce 1806 bylo území postoupeno Napoleonovi a v roce 1815 v rámci Vídeňského kongresu připadlo Švýcarské konfederaci, ačkoli pruští králové zůstali až do Neuchâtelské smlouvy z roku 1857 rovněž knížaty Neuchâtelu.
Rod Béguinů a Renaudů je od roku 1452 zaznamenán v Rochefortu, přesněji v osadě Les Grattes, Je to domovská farnost rodiny Béguinů. Do roku 2012 je genealogicky doloženo 14 generací. Jejich erb představuje 2 lvy se šikmým pásem tří růží. K tomuto rodu patřil také vládní rada Jacques Béguin.

## Obyvatelstvo
V roce 2008 žilo v obci 9,6 % cizích státních příslušníků. Podle údajů z roku 2000 mluvilo 87,7 % obyvatel francouzsky. V roce 2000 se k římskokatolické církvi hlásilo 17,7 % obyvatel a ke švýcarské reformované církvi 46,7 % obyvatel.

## Hospodářství
Až do poloviny 20. století byl Rochefort převážně zemědělskou obcí. I dnes hraje určitou roli zemědělství v dolní části obce a chov dobytka a mlékárenství na výšinách Jury. Další pracovní místa jsou v podniku přesného strojírenství a v místních malých podnicích. V posledních desetiletích se Rochefort rozvinul v rezidenční obec. Mnoho zaměstnanců dojíždí za prací do regionu Neuchâtel.

## Doprava
Obec leží na hlavní silnici z Neuchâtelu do Val de Travers a dále přes hraniční přechod z Les Verrières do Pontarlier ve Francii. Tuto dopravní osu křižuje v Rochefortu silnice vedoucí z Colombier přes průsmyk La Tourne do Les Ponts-de-Martel. Železniční trať Neuchâtel – La Chaux-de-Fonds byla otevřena 1. prosince 1859. Západně od stejnojmenné osady se nachází úvraťová stanice Chambrelien. Autobusová linka z Colombier přes Rochefort do Les Grattes de Bise zajišťuje veřejnou dopravu.

## Fotogalerie

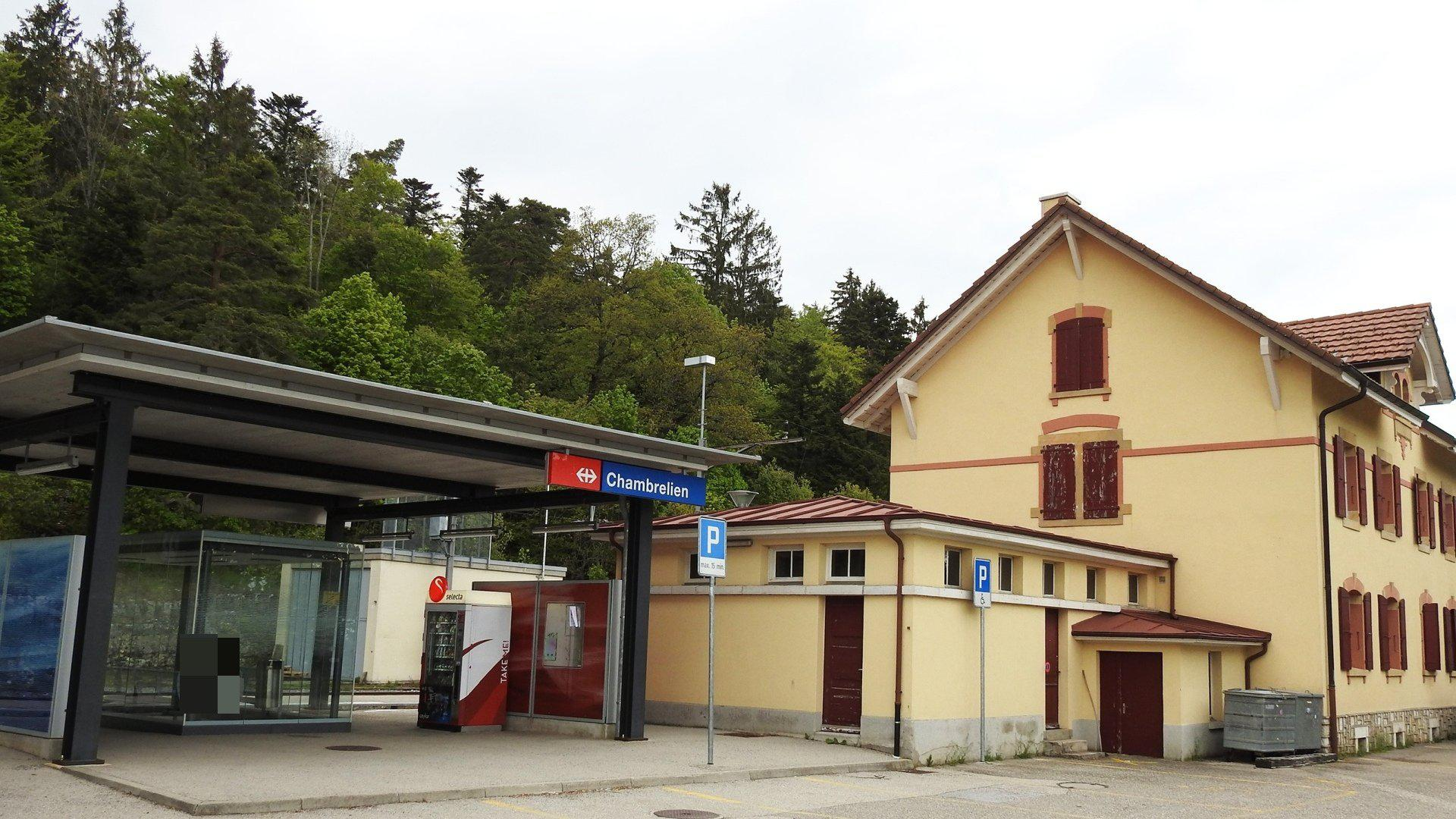
Železniční stanice Chambrelien
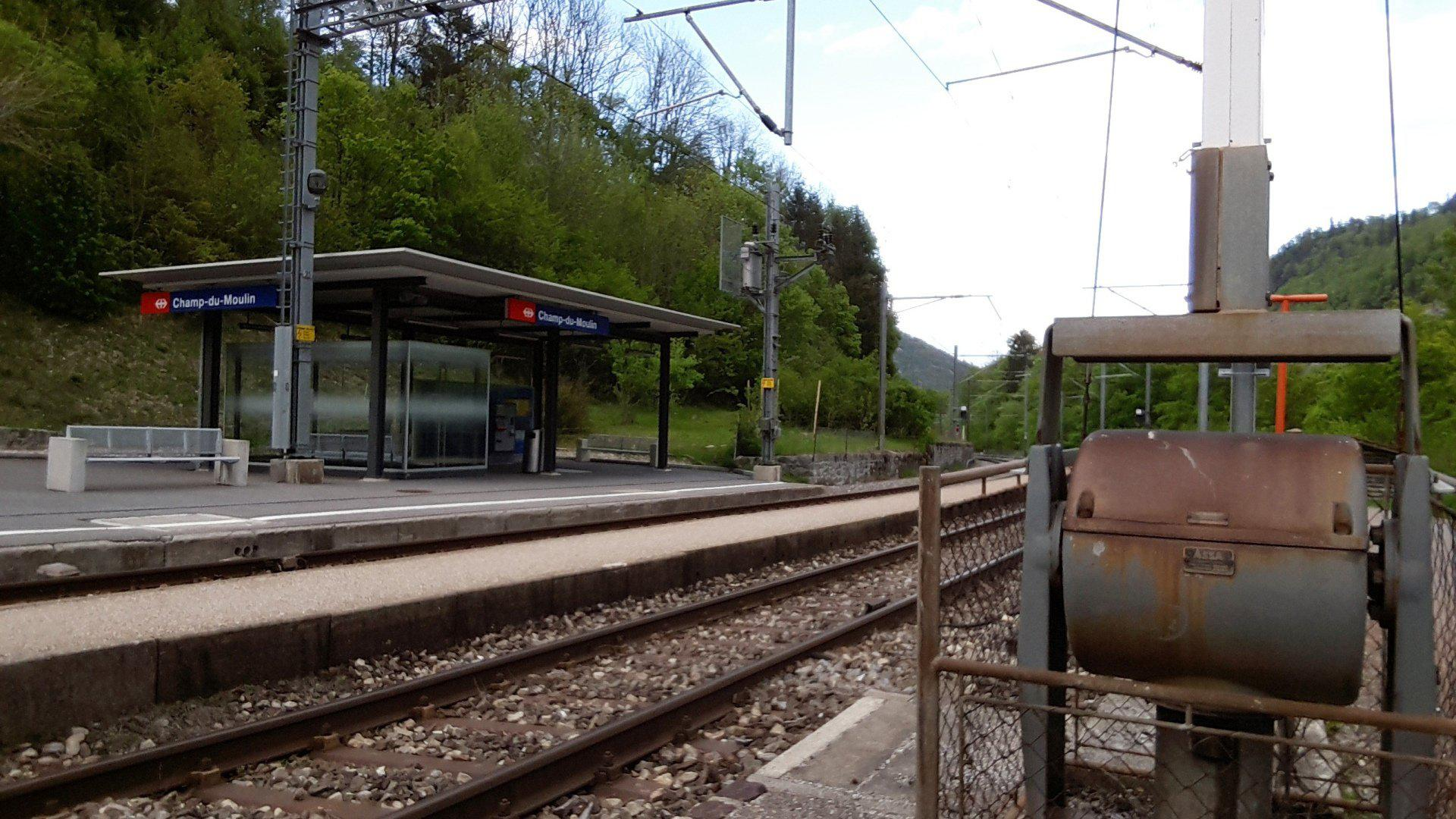
Železniční stanice Champ-du-Moulin
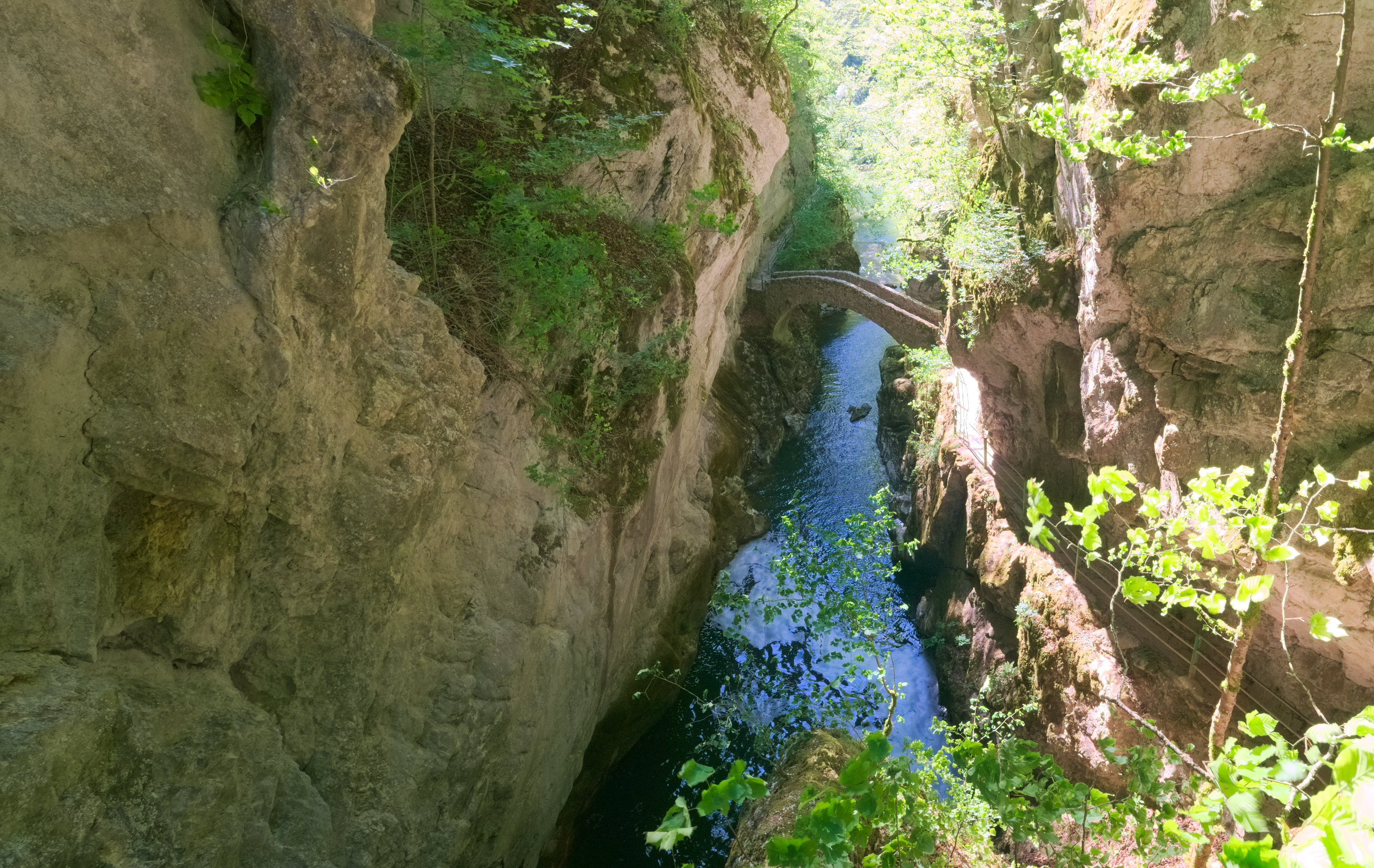
Mostek Saut de Brot v Brot-Dessous